# Пісня про хліб

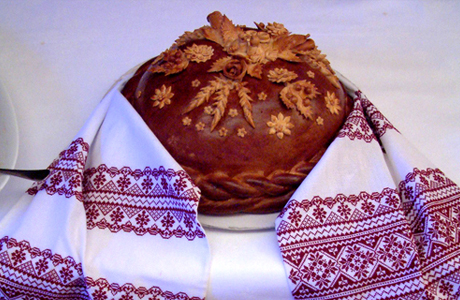

«Пі́сня про хліб» — українська пісня з репертуару Раїси Кириченко, написана українським поетом-піснярем Дмитром Луценком та покладена на музику відомим композитором та диригентом Анатолієм Пашкевичем.

## Виконання Раїси Кириченко
«Пісня про хліб», виконана в стилі, наближеному до автентичного (степова манера з пласкою позицією піднебіння, горизонтальним вектором голосового посилу, високою гортанню, широкою позицією ротової щілини, редукованими голосними), увійшла до альбомів «Ой гарна я, гарна» (1990), «Дорога спадщина» (2003) та збірки «Кращі пісні» (2006).

## Інші виконавці
- Заслужений народний ансамбль пісні і танцю України «Дарничанка»[2]
- Народний аматорський фольклорний колектив «Криничанка»[3]

## Ноти

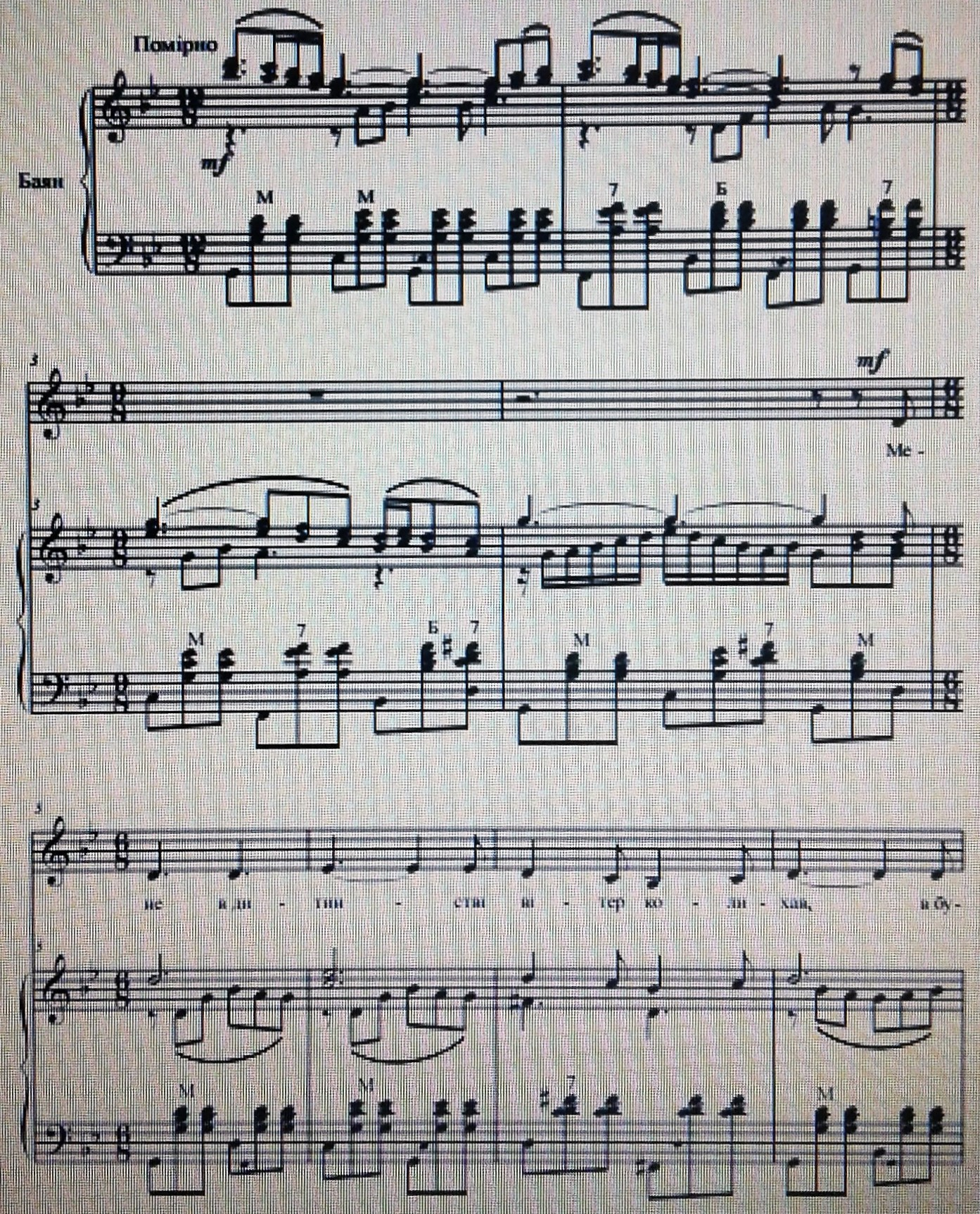
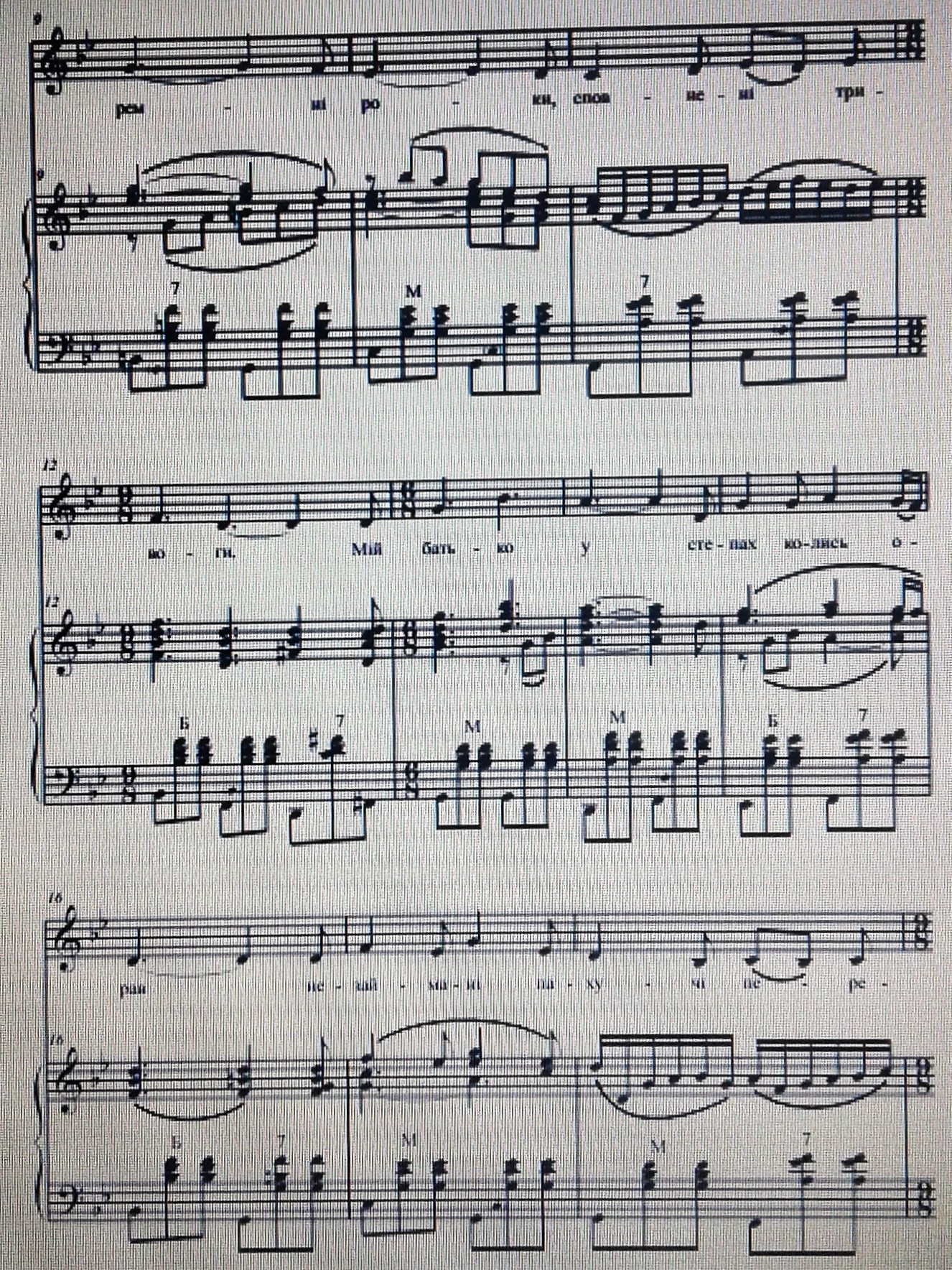
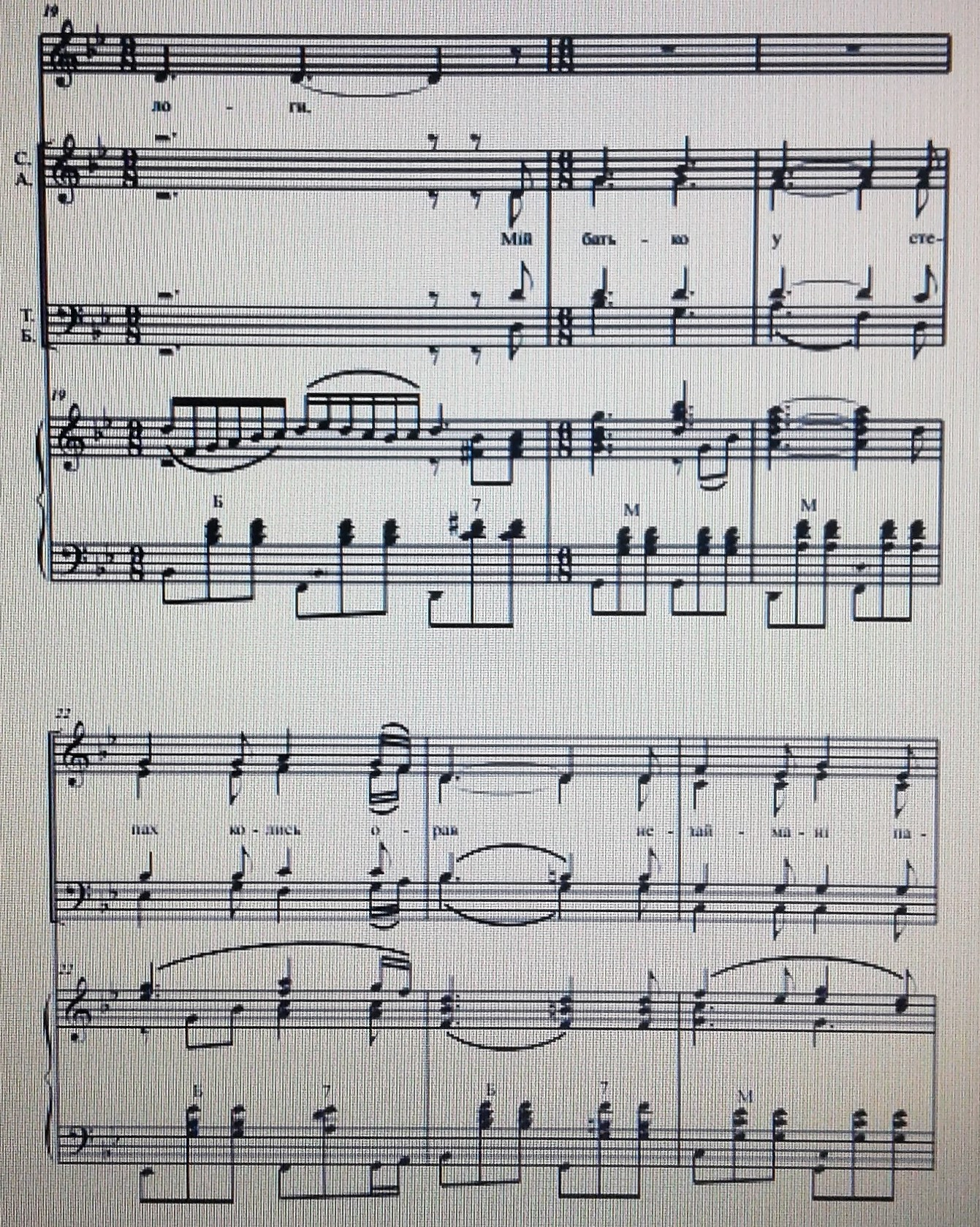
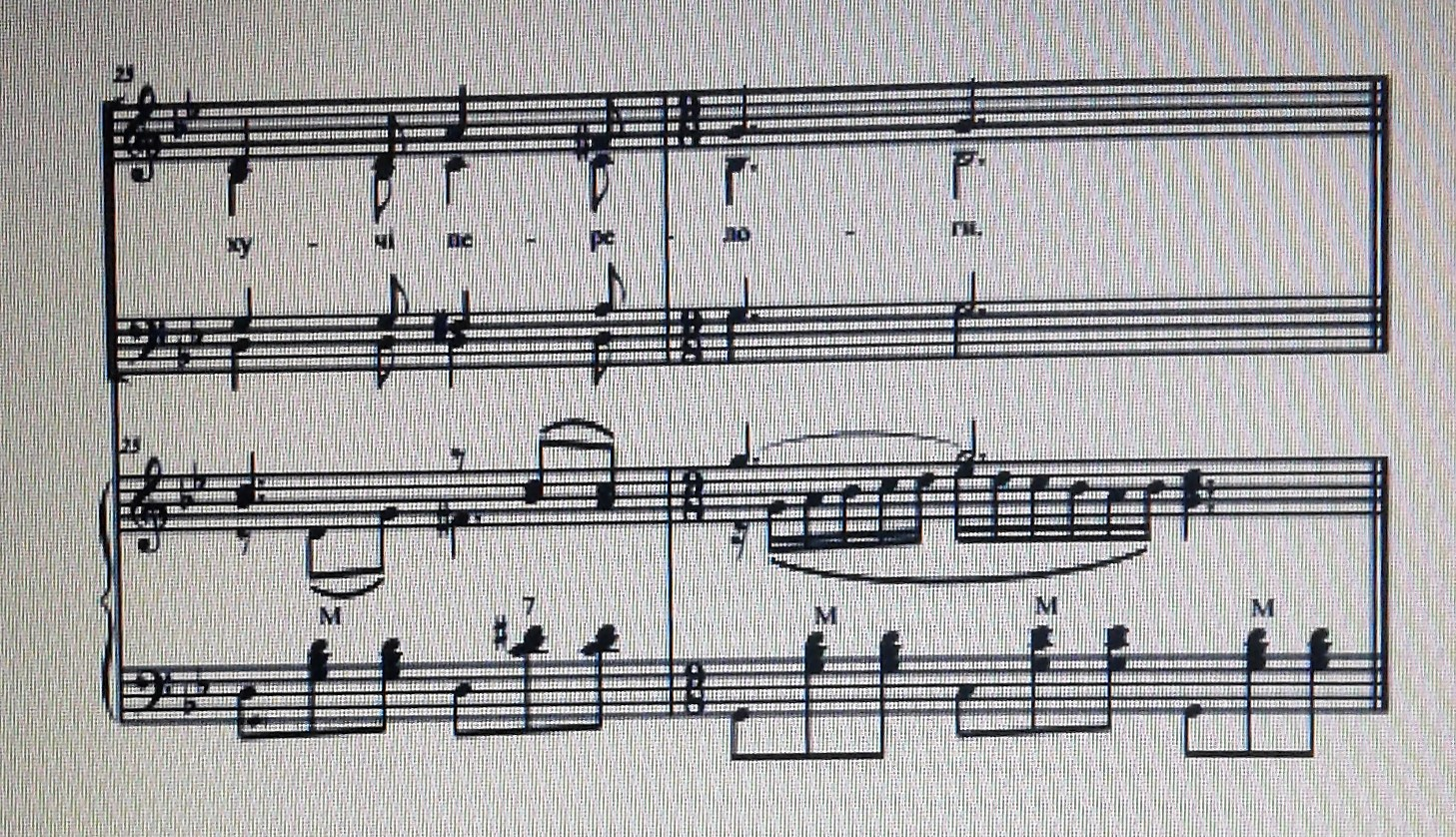